# Javanesisk (sprog)
 For alternative betydninger, se Javanesisk. (Se også artikler, som begynder med Javanesisk)
Javanesisk er et af sprogene på Java i Indonesien.
Ud over det officielle sprog indonesisk, også kendt som Bahasa Indonesia, tales det javanesiske sprog i den centrale og østlige del af Java, og det maduresiske sprog tales også i nordøst. I den vestlige del af Java er det sundanesiske sprog fremherskende.